# Pueyrredón (apellido)
Pueyrredón es un apellido que tiene su origen en la Francia del siglo XIII. Las variantes iniciales eran Puyredón, Puiredón, Puecheredón y Puitredón.
Etimológicamente proviene del latín podium rotundum. El término puy o puey (vocablo patrimonial cognado del cultismo podio) significa "montaña" o "colina", y redón es forma apocopada de redondo; es decir, Pueyrredón significa "colina redonda". En el Languedoc se solía llamar puy a una montaña o colina aislada, y como estos accidentes geográficos usualmente eran estratégicos para la construcción de castillos, muchas familias reales tenían nombres con el elemento Puy (o Puig, según la grafía catalana) en ellos.
Juan Martín de Pueyrredón fue un miembro notable de la familia Pueyrredón de Buenos Aires, con ancestros franceses. El apellido no tenía tilde en la "o", ni los miembros de la familia ni sus contemporáneos. Sin embargo, actualmente este se suele usar, así como en la transcripción de documentos históricos.